# Charlotte Dreyfus
 (août 2024).
La mise en forme du texte ne suit pas les recommandations de Wikipédia : il faut le « wikifier ».
Les points d'amélioration suivants sont les cas les plus fréquents. Le détail des points à revoir est peut-être précisé sur la page de discussion.
- Les titres sont pré-formatés par le logiciel. Ils ne sont ni en capitales, ni en gras.
- Le texte ne doit pas être écrit en capitales (les noms de famille non plus), ni en gras, ni en italique, ni en « petit »…
- Le gras n'est utilisé que pour surligner le titre de l'article dans l'introduction, une seule fois.
- L'italique est rarement utilisé : mots en langue étrangère, titres d'œuvres, noms de bateaux, etc.
- Les citations ne sont pas en italique mais en corps de texte normal. Elles sont entourées par des guillemets français : « et ».
- Les listes à puces sont à éviter, des paragraphes rédigés étant largement préférés. Les tableaux sont à réserver à la présentation de données structurées (résultats, etc.).
- Les appels de note de bas de page (petits chiffres en exposant, introduits par l'outil «  Source ») sont à placer entre la fin de phrase et le point final[comme ça].
- Les liens internes (vers d'autres articles de Wikipédia) sont à choisir avec parcimonie. Créez des liens vers des articles approfondissant le sujet. Les termes génériques sans rapport avec le sujet sont à éviter, ainsi que les répétitions de liens vers un même terme.
- Les liens externes sont à placer uniquement dans une section « Liens externes », à la fin de l'article. Ces liens sont à choisir avec parcimonie suivant les règles définies. Si un lien sert de source à l'article, son insertion dans le texte est à faire par les notes de bas de page.
- La présentation des références doit suivre les conventions bibliographiques. Il est recommandé d'utiliser les modèles {{Ouvrage}}, {{Chapitre}}, {{Article}}, {{Lien web}} et/ou {{Bibliographie}}. Le mode d'édition visuel peut mettre en forme automatiquement les références.
- Insérer une infobox (cadre d'informations à droite) n'est pas obligatoire pour parachever la mise en page.

Pour une aide détaillée, merci de consulter Aide:Wikification.
Si vous pensez que ces points ont été résolus, vous pouvez retirer ce bandeau et améliorer la mise en forme d'un autre article.
Pour les articles homonymes, voir Dreyfus.
Charlotte Dreyfus née le 3 novembre 1815 à Paris et morte le 28 janvier 1901 à Paris (9e arrondissement) est une compositrice et organiste française.

## Biographie
Charlotte Moyse épouse Emmanuel Dreyfus le 23 janvier 1837 ; puis le 12 novembre 1862 Isaïe Alexandre  On annonce le mariage de Mme Charlotte Dreyfus avec M. Alexandre de Bruxelles. Ce dernier n'est pas de la famille des facteurs d'orgue Un renseignement inexact nous a fait dire que Mme Charlotte Dreyfus , l'artiste distinguée dont nous avons annoncé la mort, était la veuve du facteur Édouard Alexandre
Elle se produit dans les salons, à son domicile rue Béranger ; en France Mme Charlotte Dreyfus va se rendre à Nice, Marseille, Toulon Lyon, où elle se propose de donner quelques concerts et dans toute l'Europe  une série de concerts à la cour impériale d'Autriche Chère Madame, Vous me demandez mes commissions en m'annonçant que vous partez pour l'Italie avec un orgue d'Alexandre greffé sur un piano Erard
Elle compose pour le piano et pour l’orgue Alexandre Nous engageons donc toutes les personnes qui ne se font pas encore une idée bien nette des ressources qu'il offre, à visiter les magasins-salons d'Alexandre père et fils, boulevard Montmartre, 21, maison Frascati, à l'entre-sol. Mme Charlotte Dreyfus s'y fait entendre tous les jours, et particulièrement les mercredis, de 2 à 4 heures.  ; et donne des cours d'orgue : Nous apprenons que l'auteur (Victor Trigène), voulant mettre lui-même son ouvrage en pratique, vient de fonder une école de musique où toutes les parties de l'enseignement sont confiées à des professeurs spéciaux. Il y enseigne le piano ; M. Émile Durand, le solfège ; M. Elwart, l'harmonie; M. Léon Lecieux y tient une classe d'accompagnement, et Mme Charlotte Dreyfus une classe d'orgue.

## Œuvres
- La Belle Hollandaise – Valse brillante, 1873 (Herzogenbusch/Mosmans)
- La Gardenia – Valse, 1875 (in: Album pour l'orgue Alexandre)
- Charmeuse – Polka-mazurka
- Le Zéphyr – Galop, 1878

## Jugement
Charlotte Dreyfus , dont l'orgue fait vibrer les cordes les plus secrètes de l'âme
Charlotte Alexandre-Dreyfus représente particulièrement bien l’artiste de salon de ce milieu du second empire, sorte d’incarnation de la femme bourgeoise idéale